# Hydaticus
Hydaticus är ett släkte av skalbaggar. Hydaticus ingår i familjen vivlar.

## Bildgalleri

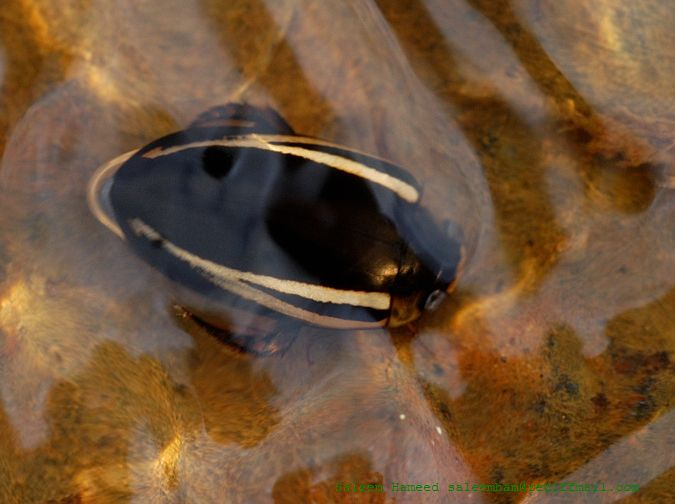
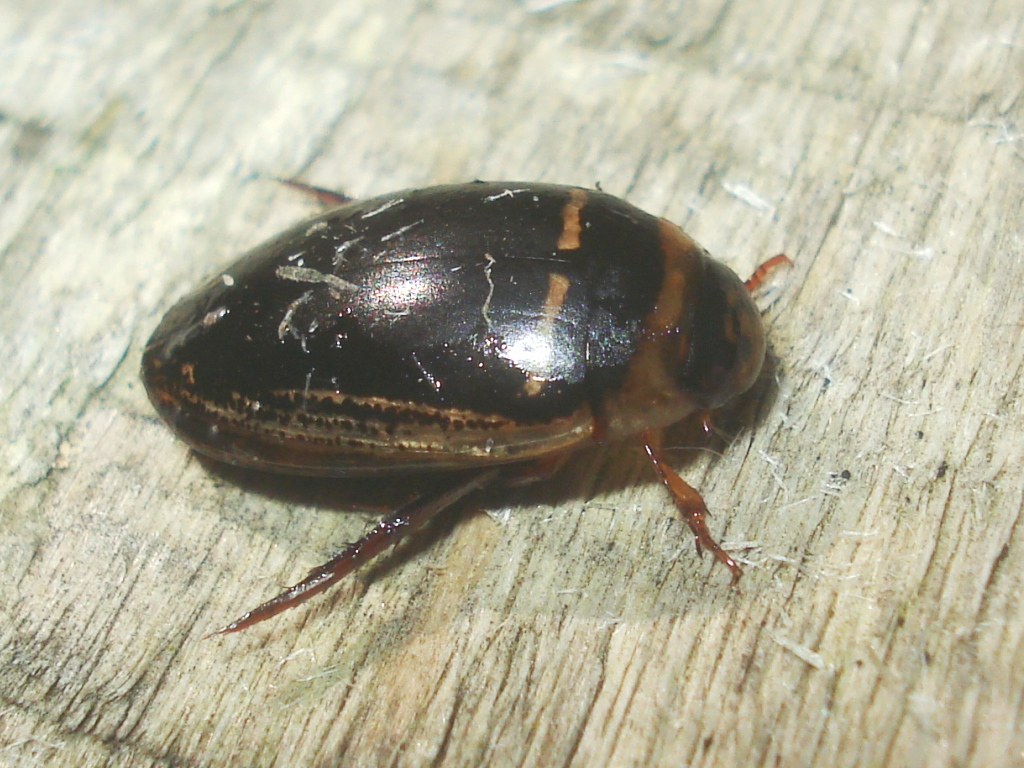
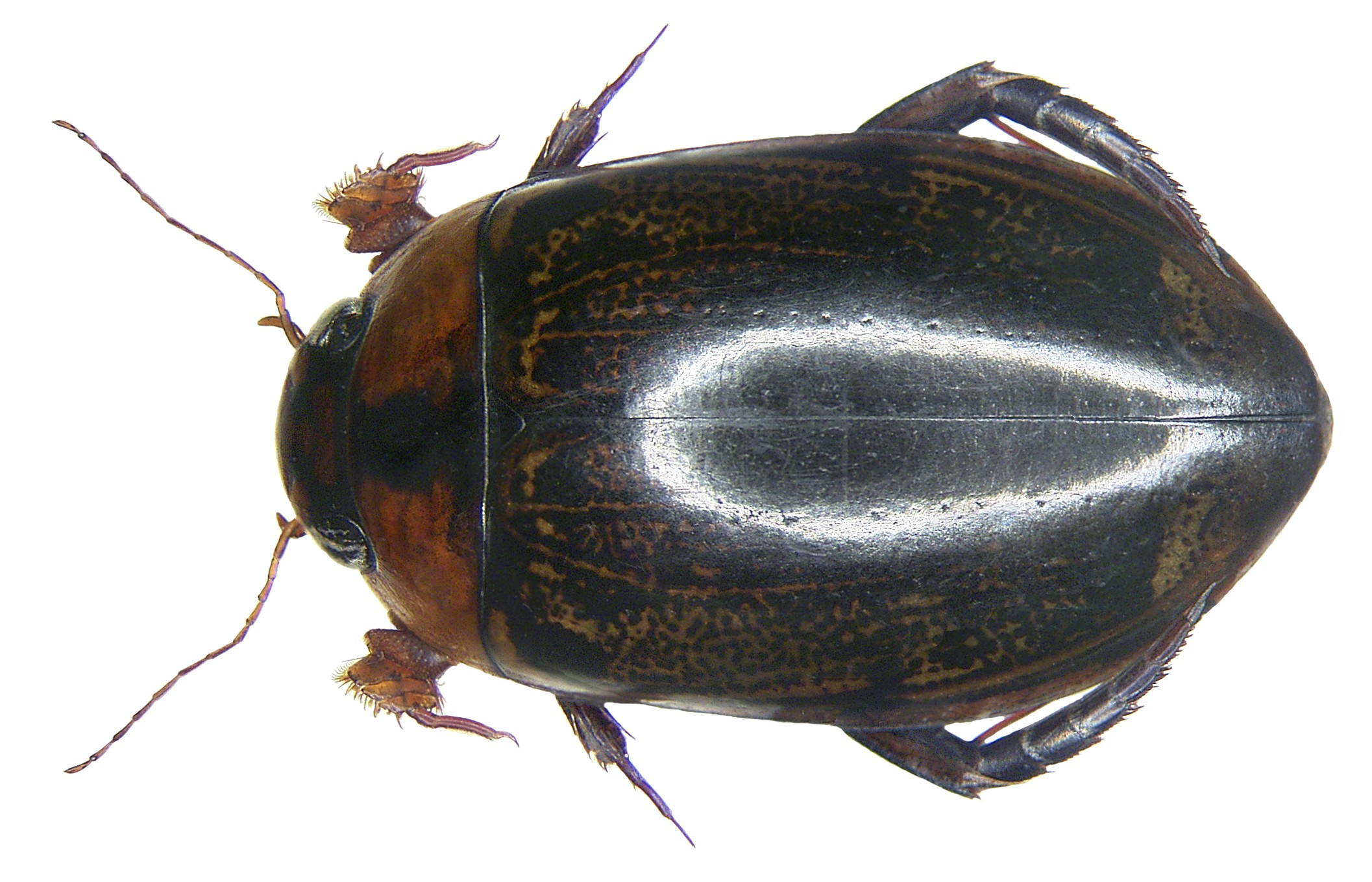

## Dottertaxa tillHydaticus, i alfabetisk ordning[1]
- Hydaticus apicalis
- Hydaticus austriacus
- Hydaticus bihamatus
- Hydaticus bilineatus
- Hydaticus bivittatus
- Hydaticus brunnipennis
- Hydaticus caffer
- Hydaticus capicola
- Hydaticus chevrolati
- Hydaticus cinctipennis
- Hydaticus comari
- Hydaticus congestus
- Hydaticus consanguineus
- Hydaticus decorus
- Hydaticus definitus
- Hydaticus discoidalis
- Hydaticus dorsiger
- Hydaticus flavolineatus
- Hydaticus flavomaculatus
- Hydaticus fulvicollis
- Hydaticus galla
- Hydaticus goryi
- Hydaticus grammicus
- Hydaticus havaniensis
- Hydaticus hybneri
- Hydaticus insularis
- Hydaticus isabelii
- Hydaticus jucundus
- Hydaticus lateralis
- Hydaticus leucogaster
- Hydaticus mathesoni
- Hydaticus meridionalis
- Hydaticus myriophylli
- Hydaticus notula
- Hydaticus quadrinodosus
- Hydaticus signatipennis
- Hydaticus smithii
- Hydaticus subfasciatus
- Hydaticus variegatus
- Hydaticus velatus